# Wasserwerk (Bad Nauheim)

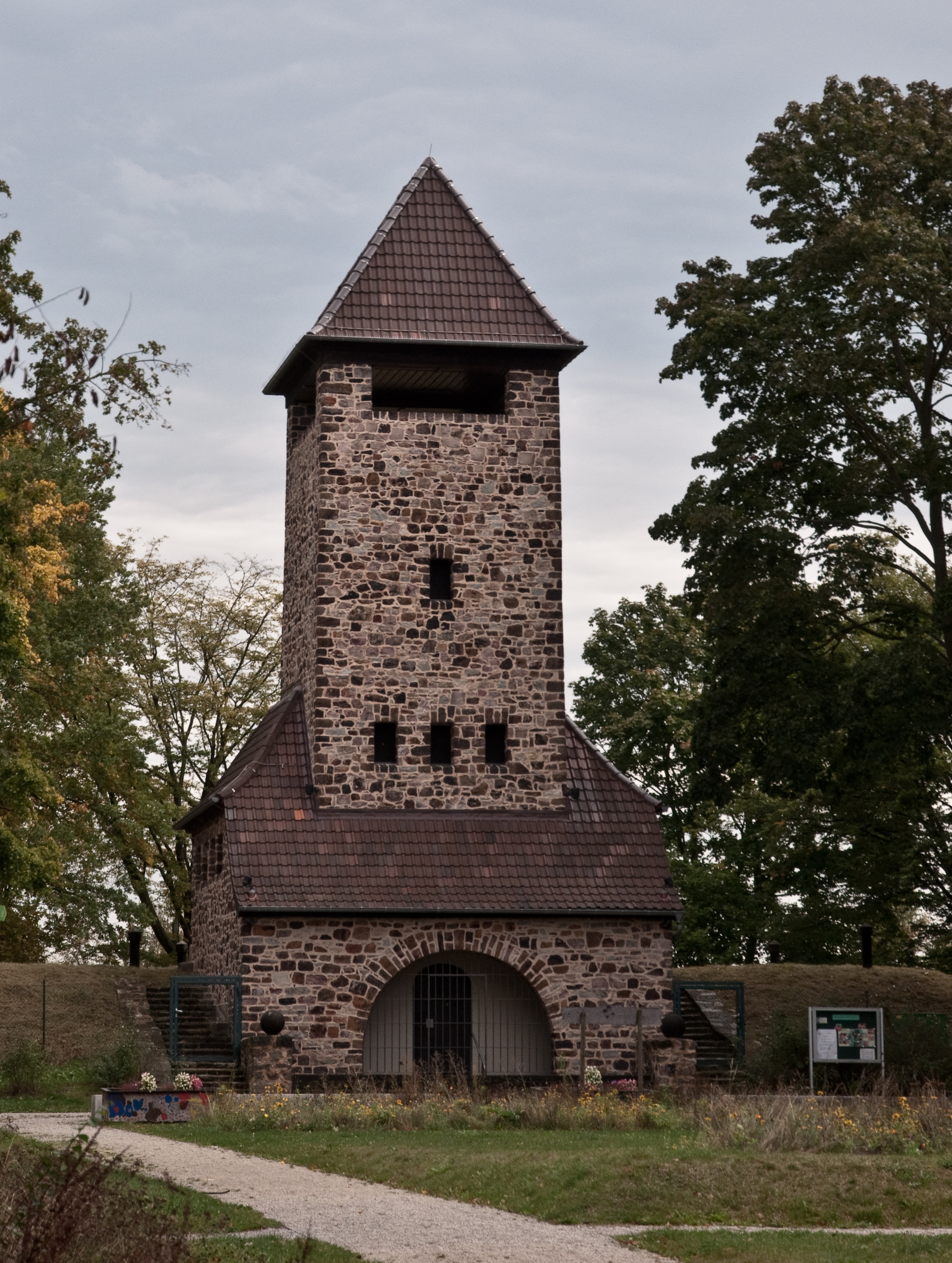
Wasserwerk auf dem Goldstein (2012)

Das Wasserwerk auf dem Goldstein in der hessischen Stadt Bad Nauheim (Wetteraukreis) ist ein denkmalgeschütztes Gebäude, das als Aussichtsturm dient. Es hat eine Gesamthöhe von rund 21 Metern und bietet eine Aussichtsplattform auf etwa 14 Metern Höhe in der obersten Ebene unter dem Walmdach.
Errichtet wurde das Wasserwerk 1907, um den steigenden Grundwasserverbrauch der Stadt zu decken. Um dem Funktionsgebäude eine ansprechendere Gestaltung zu geben, wurde es in einen Aussichtsturm integriert, der einem Wehrturm ähnelt.
Gleichzeitig wurde der zur Stadt hin abfallende Hang bis an das Gelände des Bahnhofs als Park gestaltet. In den 1930er Jahren wurde dort ein von August Metzger entworfener Schießstand errichtet, dieser ist jedoch nicht in seiner ursprünglichen Form erhalten geblieben.
Die Anlage schließt ein Ensemble von Anfang des 20. Jahrhunderts östlich der Bahngleise errichteten Wirtschaftsgebäuden nach Norden hin ab, das als Gesamtanlage Am Goldstein unter Denkmalschutz steht.